# Beidaud
Beidaud es una comuna ubicada en el distrito de Tulcea, Rumania.

## Superficie
Posee una superficie de 117,3 kilómetros cuadrados.

## Demografía
Hasta 2021 la población era de 1599 habitantes, con una densidad de población de 13,63 habitantes por kilómetro cuadrado.